# باب الدكاكين
باب الدكاكين هي أحد أبواب فاس الجديد بفاس، المغرب. هذه البوابة هي مدخل فاس الجديد من جهة المشور وجنان السبيل. تقع باب الدكاكين شمال فاس الجديد وكانت تُغلق قديما لحماية درب الدكاكين (جمع دكّان) من البطش وحماية التجار.

## التصميم

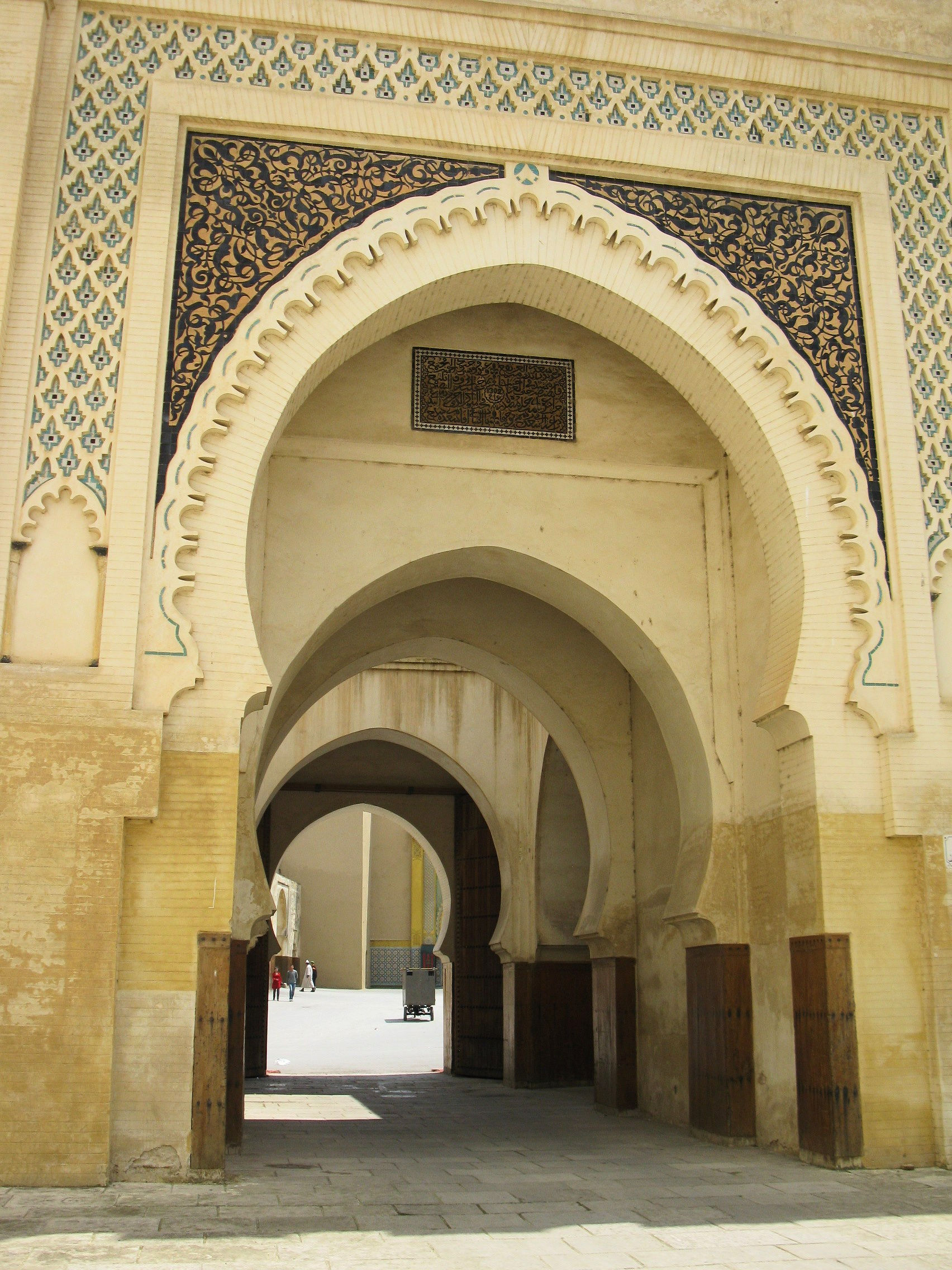
منظر للزخارف المنقوشة حول القوس المركزي للبوابة على الواجهة الخارجية (الشمالية).

يواجه الجانب الداخلي لباب الدكاكين المشور القديم والبوابة الشمالية الشرقية للقصر الملكي، والتي كانت بمثابة المدخل الرئيسي لأراضي القصر تاريخيًا إلى أن بنيت بوابات القصر الجديدة الموجودة في جهة الجنوب الغربي في القرن العشرين. أما الواجهة الخارجية لباب الدكاكين فتواجه المشور الجديد. وتقع البوابة المصنوعة من حجر البناء والطوب بين زوجين من الأبراج المربعة الضخمة التي تميز العمارة العسكرية المرينية. ويتألف الممر الداخلي للبوابة من عدة أقواس مبنية على شكل حدوة حصان ومرتبة عند عتبات ثلاث غرف متتالية. ويُلاحظ أن الغرفة الوسطى مفتوحة السقف بحيث يمكن رؤية السماء أعلاها، وهي سمة تميزت بها البوابات الأصلية القديمة التي سمحت للمدافعين بإطلاق النار أو إسقاط المقذوفات على المهاجمين داخل ممر البوابة. وبالإضافة إلى هذا الممر المركزي، يوجد ممران جانبيان آخران ينفذان عبر أقواس أصغر إلى الواجهة الخارجية للبوابة وعبر أقواس متساوية الحجم إلى واجهتها الداخلية (وبالتالي تبدو كبوابة ثلاثية من هذا الجانب). كان هذا الترتيب المتماثل نتيجة للتعديلات الحديثة التي أدخلت على تصميم البوابة لتسهيل العبور من خلالها. كانت البوابة الأصلية ذات مدخل منحني عند الفتحة المركزية الموجودة في الجانب الشمالي الخارجي لها، قبل أن يتم تدوير الممر الداخلي للبوابة بمقدار 90 درجة مرتين ليبدو كما هو الآن حيث ينتهي بالقوس الغربي على جانب المشور القديم.

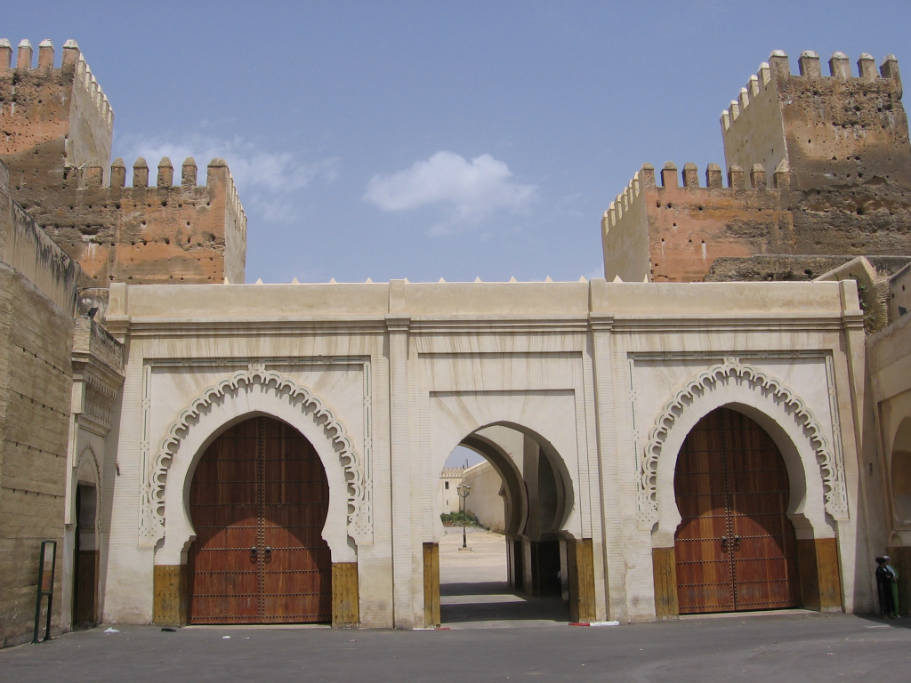
الجانب الداخلي (الجنوبي) لباب الدكاكين المواجه للمشوار القديم في الوقت الحالي.

وتعتبر الواجهة الخارجية للبوابة هي أيضًا الأكثر ثراءً بالزخارف خاصة بعد تزيين محيط القوس المركزي بقالب منحوت بزخارف نصف دائرية متكررة. تم ملء الزوايا الموجودة فوق هذا ببلاط مطلي بأنماط عربية متشابكة (نباتية أو زهرية). كل هذا محاط بدوره بإطار مستطيل يتكون من شريط أو إفريز منحوت على شكل درج وكتاف (زخرفة مغربية تشبه تقريبًا نخيلًا متكررًا أو زهرة الزنبق). فوق القوس المركزي، توجد لوحة من البلاط تتميز بنقش عربي متقن. تم تزيين القوسين الجانبيين على الواجهة الداخلية للبوابة بقالب نصف دائري بسيط مثل القالب الموجود حول القوس المركزي للجانب الخارجي، ولكن بخلاف ذلك، هناك القليل من الزخارف على هذه الواجهة.

## التاريخ

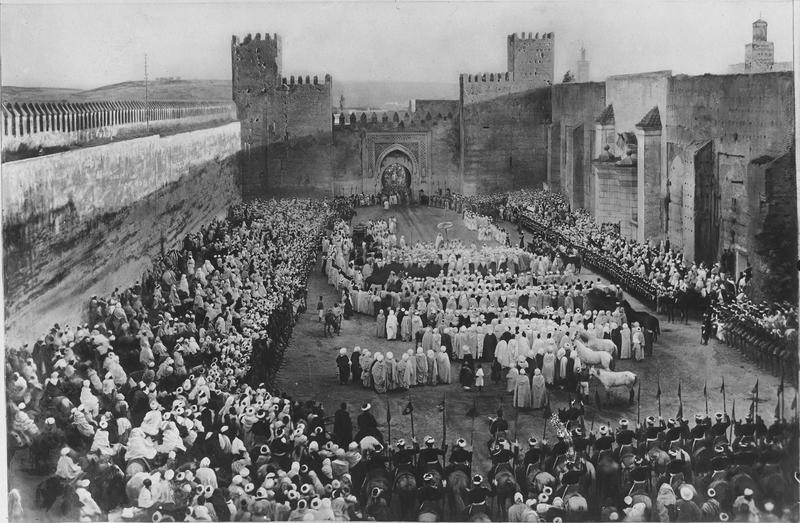
صورة تعود إلى سنة 1916 للمشور الجديد أمام باب الدكاكين وتظهر مراسم استقبال القبائل لتقديم الهدايا للسلطان.

تأسست مدينة فاس الجديد في عام 1276 على يد السلطان أبو يوسف يعقوب كعاصمة جديدة للدولة المرينية وتطل على مدينة فاس البالي القريبة منها، وتضمنت المدينة القصر الملكي للسلطان (دار المخزن) الذي كان بمثابة مقر إقامة حكام المغرب خلال فترات عديدة من تاريخها ولا يزال يستخدمه ملك المغرب في بعض الأحيان اليوم. ويعود تاريخ تأسيس باب الدكاكين إلى العصر المريني، وبالتحديد في عام 1276 حيث كان جزءًا من المدخل الشمالي الرئيسي للمدينة. صُمم الباب في الأصل للاستخدام في الأغراض الدفاعية، وكان يتمتع في الأصل بمدخل منحني مما أجبر المهاجمين على الالتفاف حول زوايا متعددة عند المرور من خلاله. ويعتقد بعض العلماء أن الأبراج الخارجية، التي كانت أعلى من الأبراج الداخلية، أضيفت إلى البوابة نحو عام 1286 أثناء بناء القناة التي كانت تزود الحدائق الملكية المرينية بالمياه في شمال المدينة، والمحاطة بزوجين من الأبراج المربعة الطويلة. ربما كانت الأبراج مخصصة جزئيًا لحماية القناة والنواعير الضخمة (عجلة المياه) التي كانت ترفع المياه إليها والتي كانت لتكون تقريبًا بنفس ارتفاع الأبراج نفسها.

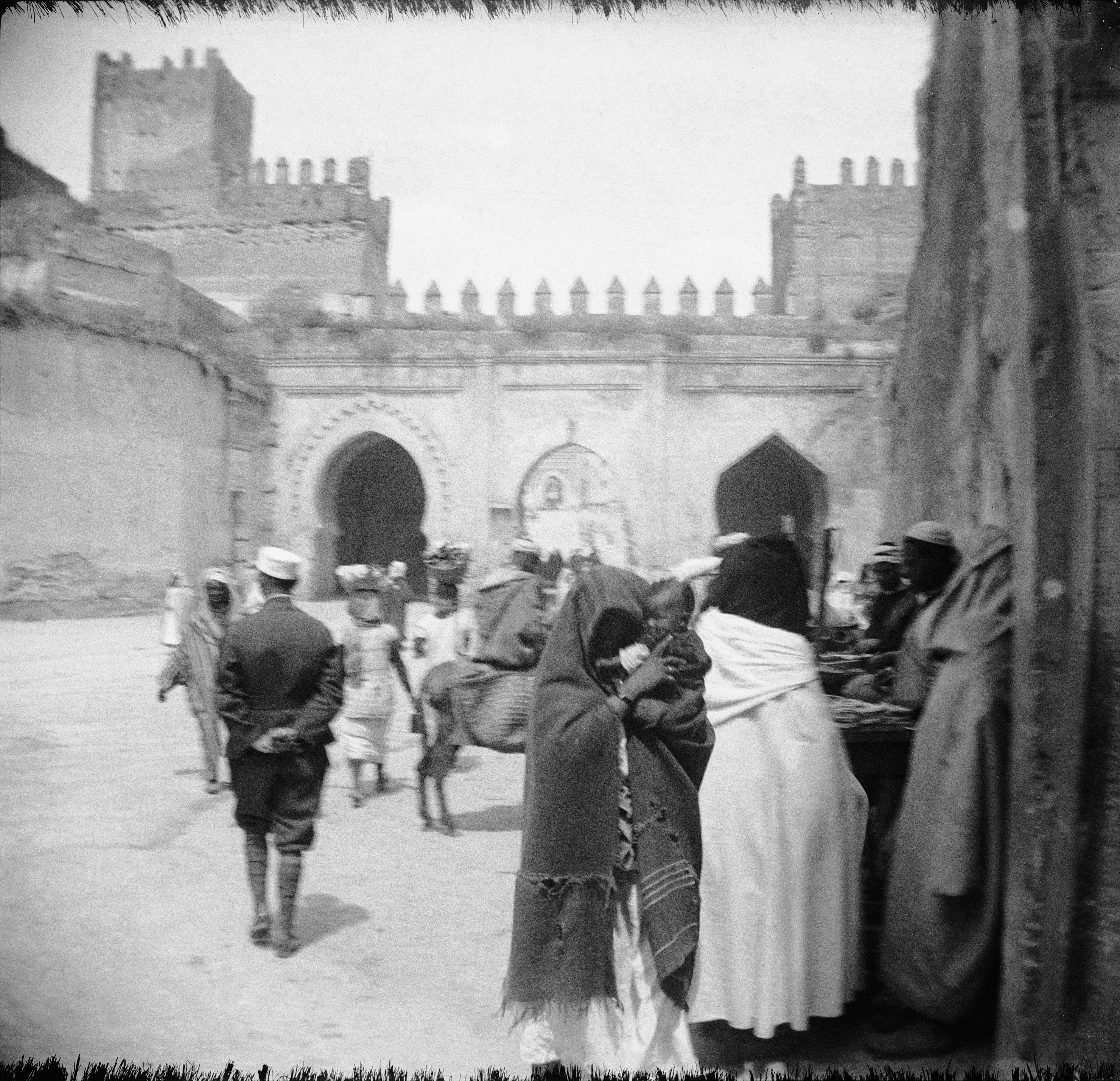
صورة التقطت عام 1920 تظهر باب الدكاكين كما يمكن رؤيته من المشور القديم حيث كان القوس الموجود على اليسار هو المدخل الأصلي على هذا الجانب على حين كان للبوابة مدخل منحني يستخدم لأغراض دفاعية. فتح الممر المركزي في عام 1884 وأنشئ القوس الموجود على اليمين لاحقًا للتناظر (على الرغم من أنه في وقت هذه الصورة لم يكن مزينًا بعد ليتناسب مع مظهر القوس الأيسر.

كانت البوابة تتيح الوصول إلى ما يُعرف الآن بساحة المشور القديمة، وقد كانت هذه الساحة في الأصل بمثابة جسر محصن يمر فوق وادي فاس، وينتهي في الطرف الجنوبي بباب الوادي أو باب القنطرة، والذي كان بمثابة البوابة الرئيسية للمدينة نفسها. أصبحت هذه البوابة الجنوبية فيما بعد بوابة القصر الملكي بعد توسعته في أواخر القرن التاسع عشر، ثُم أصبحت الساحة أمامها مشورًا بعد ذلك. عُدلت منطقة المشور ومرت بمراحل توسعة عديدة على مر القرون مثلما حدث للقصر. وعلى الجانب الشمالي من باب الدكاكين، أنشئ المشور الجديد، والذي كان أكبر من المشور القديم، إما على يد السلطان العلوي مولاي محمد بن عبد الله الثالث خلال فترة حكمه التي امتدت ما بين عامي 1757-1790 أو على يد السلطان العلوي اللاحق مولاي حسن الذي امتدت فترة حكمه في الفترة ما بين عامي 1873-1894، والذي يُنسب إليه توسيع القصر إلى مساحته الحالية. وعلى الجانب الغربي من ساحة المشور الجديد توجد بوابة مصممة على الطراز المعماري الإيطالي وتعود إلى دار المكينة، وهو مصنع أسلحة سابق أنشأه مولاي حسن عام 1886 بمساعدة ضباط إيطاليين. في الأصل، كان هذا الجدار الغربي في الواقع قناة مرينية كبيرة أقيمت عام 1287 لنقل المياه إلى الحدائق الملكية المرينية؛ ولا يزال من الممكن رؤية الخطوط العريضة الخافتة لأقواسها اليوم على طول سطح الجدار. أما البوابة الشمالية للمشور الجديد، والمقابلة لباب الدكاكين، والمعروفة باسم باب كبيبات السمن، ويعود تاريخها أيضًا إلى هذا البناء الذي يعود تاريخ تأسيسه إلى عام 1886، على الرغم من وجود بوابة أخرى تسمى باب سيغما ذات يوم بالقرب من هنا ولا يزال اسمها يستخدم كاسم جغرافي للمنطقة.

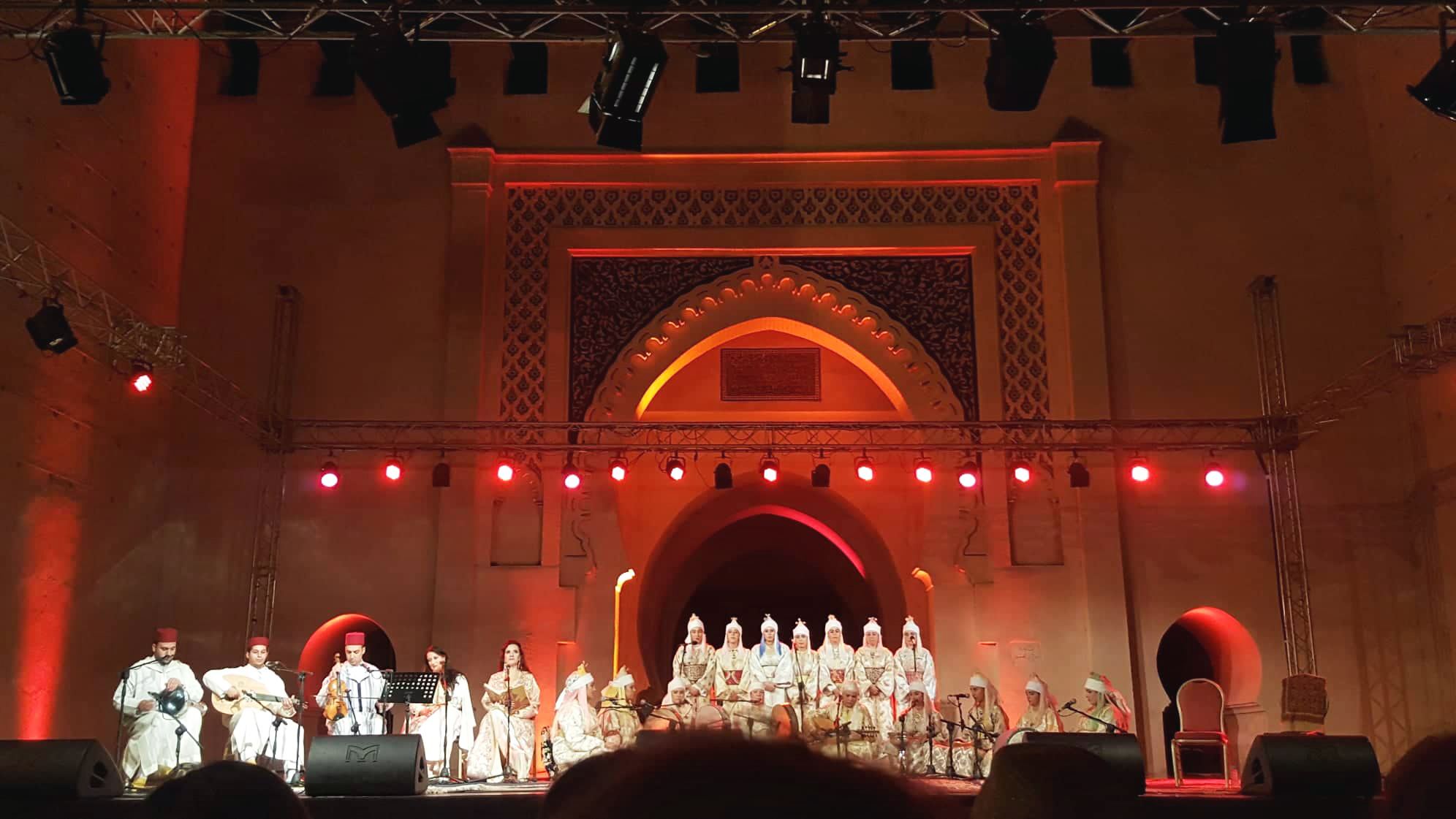
حفل موسيقي في مهرجان الموسيقى العريقة العالمية في المشور الجديد، أمام باب الدكاكين.

خضع باب الدكاكين نفسه لعمليات ترميم وتعديل في عام 1884، في عهد السلطان مولاي الحسن بحيث فتح القوس المركزي للبوابة لتوفير ممر مستقيم أو مباشر عبره بدلاً من المدخل المنحني الأصلي للبوابة من أجل تسهيل العبور من خلاله في كلا الاتجاهين، وهي نفس التعديلات التي أدخلت لاحقًا على باب السمارين أيضًا. وحوالي عام 1912 أو بعده، فتح ممر أو قوس آخر على الجانب الشرقي من القوس المركزي. ولخلق تناسق بصري زين هذا القوس بنمط زخرفي مشابه للقوس الغربي. حتى أوائل القرن العشرين، كان هناك أيضًا سجن ملحق بباب الدكاكين، حيث كان يحتجز السجناء الذين يقضون عقوبات طويلة. تُستخدم البوابة في الوقت الحاضر أيضًا كخلفية للعروض التي تقام داخل المشور الجديد خلال مهرجان الموسيقى الروحية العالمية السنوي.